# 馬爾克維茨湖

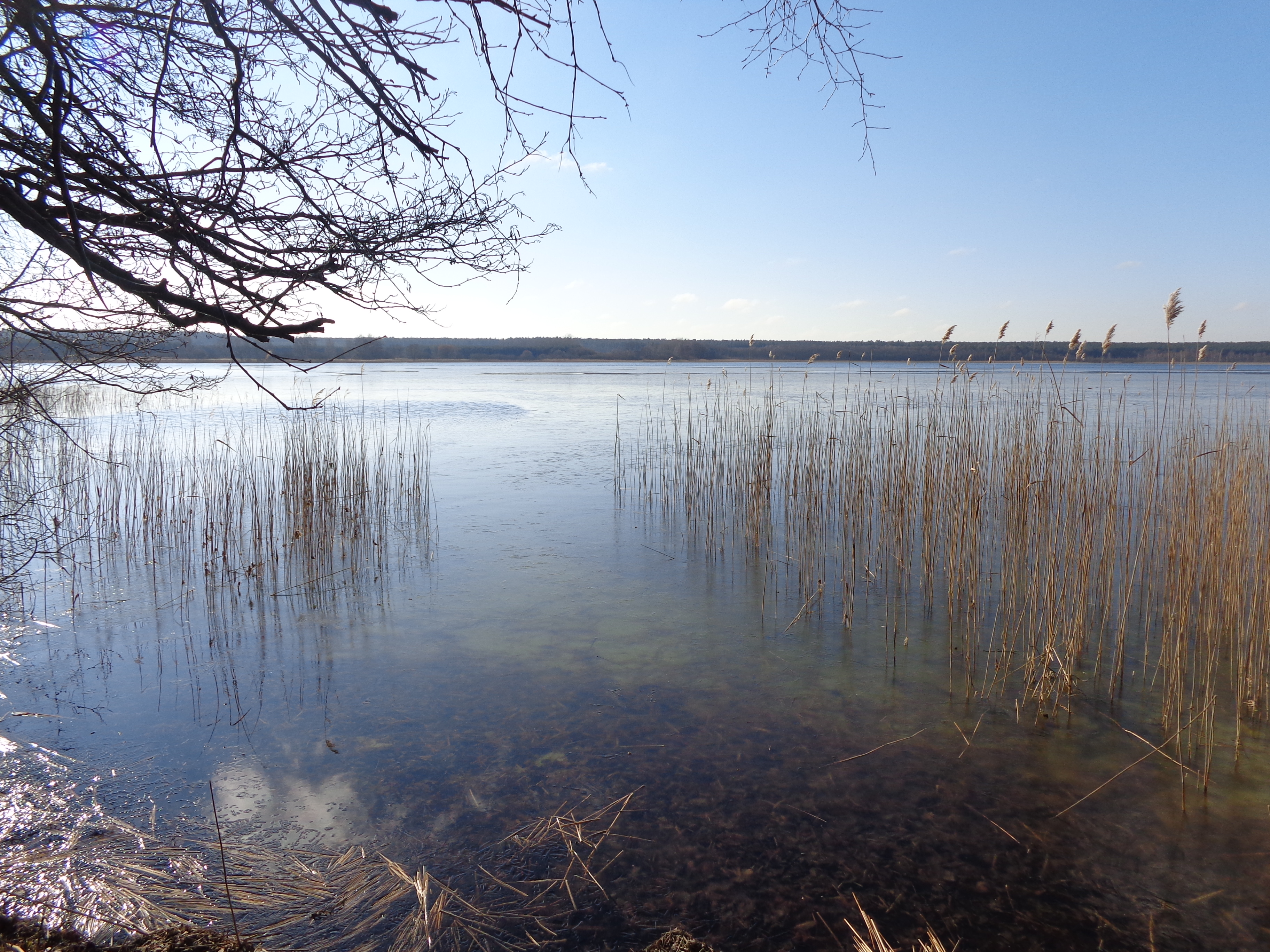

53°35′16″N 12°26′30″E / 53.58778°N 12.44167°E
馬爾克維茨湖（德語：Malkwitzer See），是德國的湖泊，位於該國東北部，由梅克倫堡-前波美拉尼亞州負責管轄，處於梅克倫堡湖區縣，長1.4公里、寬0.8公里，面積1.1平方公里，海拔高度61米，平均水深2.4米，最大水深4.3米，水體容量262萬立方米。